# 真・三國無双8
『真・三國無双8』（しん・さんごくむそう8、英語版タイトル：Dynasty Warriors 9）は、コーエーテクモゲームスより2018年2月8日にPlayStation 4で発売された真・三國無双シリーズの第8作。
キャッチコピーは「新生。オープンワールド一騎当千!」。

## 概要
2016年12月17日に放送された「コーエーテクモ 史上最大のラインナップ特番」において発表されたシリーズの最新作で、ナンバリングタイトルとしては約5年ぶりとなる。
今作では無双シリーズ初となる「オープンワールド」のシステムが採用されている。発売当初はオープンワールドのシステムに伴い二人プレイが実装されておらず、ゲーム内ではオンライン要素がほぼなかったが、同年10月23日のアップデートにおいて二人プレイ、オンライン要素が実装された。
Steam版では4KウルトラHDに対応している。
コラボレーションとして、鈴鹿8時間耐久ロードレースとのタイアップが行われた。

## 基本システム・主な変更点
オープンワールド
本作ではオープンワールドというシステムを採用したことにより、広大な一枚マップで描かれた中国大陸を自由に動き回ることが可能となっている。一枚マップの中には雪原、砂漠、ジャングルのような地形をはじめ、洛陽・虎牢関などの主要な都市や関、黄河・嵩山などのランドマークなどが描かれている。また、『戦国無双 〜真田丸〜』のような昼・夜の概念や、天候が変わるというシステムも採用されている。
ミッション
従来の無双シリーズでは戦を選択して範囲の定められた戦場マップに移行するという形であったが、オープンワールド化により自らの足で戦場に向かい戦を始めるという形になっている。物語を進めていくには特定の任務を攻略していく必要があり、時代の物語が大きく進行する「主要任務」や主要任務に影響を与える「任務」の他に様々な人からの「依頼」といった多彩なミッションが各地で無数に発生し、これらの選択により状況が刻々と変化していく。その一方で時間制限はなくプレイヤーが何もしなければ戦況は全く変化しないので、難易度が高いと感じた場合は戦場を離れて自キャラを育成してから再開するといったことも可能となる。
新アクション
これまでのチャージ攻撃システムが廃止され、敵の状態（地上・空中・気絶・ダウン）に応じて変化する「フロー攻撃」、プレイヤーと敵との状況やタイミングによって変化する「リアクト攻撃」、敵の状態を変化（打上・気絶・転倒）させる「トリガー攻撃」の3つを中心に構成された「ステートコンボシステム」が新たに採用された。また、地形や環境に応じた行動が可能となる「インタラクティブアクション」が採用され、「山に登ったり川を泳いで渡る」「鉤縄を使って壁を登る」「油壷を火矢で誘爆させて敵を攻撃する」などその場の状況に応じた多彩な行動が選択できるようになった。これにより、正面から突破する以外に高所から奇襲をかけたり夜間に単身潜入したりと戦略の幅も広がっている（この際に敵に見つかると敵の頭上に「!」マークが出る）。アクションの幅が広がったことで、体力ゲージと無双ゲージの他に、特定のアクションにのみ使用する「気力ゲージ」が新たに追加された。
システムの変更点
今作でも前作『7』と同様にいずれの武将もすべての武器が装備可能となっている。前作にあった武器を2つ同時に装備しヴァリアブル攻撃で切り替えるといったシステムは廃止された。持ち替えはメニュー画面で行う形になっている。今作でも武将それぞれに「得意武器」があり、得意武器を装備しているとフロー攻撃とトリガー攻撃の一部が固有アクションになる「ユニーク攻撃」を繰り出すことができる（前作までのEX攻撃に近い）。無双乱舞は前作の3種類から地上版と空中版の2種類に減った。地上版は『真・三國無双5』までのように○ボタンを離すか無双ゲージが尽きるまで連続攻撃を繰り出した後、『真・三國無双6』や『真・三國無双7』のような大技でフィニッシュを決める形に変更された（『戦国無双4』の無双奥義に近い）。空中版は無双ゲージを一定量消費し、『7』までと同じく固有の技を放つ。また新たに「特殊技」という簡易版無双乱舞的なもの（『無双OROCHI 2』のタイプアクションに近い）が追加された。使用時に無双ゲージを消費せず一定時間経過で再度使用可能となる。
居住空間
本作では街や村といった居住空間が存在し、その中で武器や馬、アイテムなどの売買を行える他、料理屋では武将の能力を一定時間向上させる料理を食すことが可能となっている。また、フィールド上にある空き家を購入することでプレイヤー武将の「隠れ処」にすることができ、家具や装飾を自由に配置することができる。居住区にいる際はプレイヤー武将以外の武将は戦闘服ではなく新たに用意された平服を着用している。平服状態では武器を構える事は出来なくなる。
リアル路線
オープンワールド化に伴い「リアル路線」をコンセプトに掲げており、武器も飛翔剣や鉄舟といった非現実的だったり遊び要素の入った武器は排除され、いずれの武将の得意武器もオーソドックスな武器で固められている（故に武器種も減少しており、得意武器の重複するキャラも再び発生したが、後日の有料DLCで武器が追加されて多少の差別化が図られた）。また、派手目なアクションや過剰なエフェクトが抑えられたり、武器を出し入れする納刀・帯刀といったモーションが追加されている。

## 登場武将
本作では以下の武将が追加された。また、『真・三國無双7 Empires』までの武将はすべて登場する。「※」のキャラクターは発売当初はNPC扱いだが、有料DLCの追加シナリオパックでプレイアブル化される。
- 魏 - 満寵[16]、荀攸[17]、曹休[18]
- 呉 - 程普[19]、徐盛[20]
- 蜀 - 周倉[16]、夏侯姫（※）
- 晋 - 辛憲英[21]
- 他 - 董白（※）、華雄（※）、袁術（※）

## ゲームモード

### ストーリーモード
本作では前作のような勢力ごとに別れたストーリーを追う形のものではなく、『5』までのような一人の武将の人生を追体験する形になっている。全体的なストーリーは第一章「184年・黄巾平定」から始まる全10章以上で構成されており、各章それぞれに定められた最終目標をクリアすることで次の章へと移行する。最初から選択できるのは曹操、孫堅、劉備の3名で、条件を満たすごとに使用可能武将が増えていく。孫堅のように史実で短命だった武将を選択した場合は早い時代でエンディングを迎えることになるなど武将によってシナリオの長さは異なる。

### フリーモード
ストーリーモードでいずれかの武将のエンディングを一度見ると解放されるモード。既に使用可能な武将を年代・陣営に関係なくプレイできる。

## Steam版の日本語および中国語対応
発売前から正式にアナウンスされていたが、Steam版『Dynasty Warriors 9』は全世界から購入可能であるものの日本語・中国語はサポートされず、日本語・中国語音声を選択することはできてもユーザーインターフェースや字幕は日本語や中国語が選択できないはずであった。
しかし、配信当初はゲーム内データに日本語版や中国語版の字幕テキストが含まれていたためにレジストリの書き換えを用いれば日本語及び中国語字幕の表示が可能な状態となっており、2月15日のアップデートで「特定の方法でサポートしていない言語を選択できてしまう不具合を修正」されたことで日中の字幕表示は不可能になったが、これが中国人ユーザーを中心に反発を招きSteamの評価欄において85％以上のユーザーが否定票を投じる「圧倒的に不評」ランクとなった。
これを受け、アップデートで日本語・中国語字幕に対応することとなり、4月12日に配信されたVer.1.06にて対応した。

## 主題歌
- B'z『King Of The Street』

## 真・三國無双8 Empires
『真・三國無双8 Empires』（しん・さんごくむそう8 エンパイアーズ）は、2021年12月23日にPlayStation 4、PlayStation 5、Xbox One、Xbox Series X/S、Nintendo Switch、PC（Steam）で発売（配信）開始。
通称『8エンパ 』。
前作までのEmpiresは拠点の兵站線を繋いで押し上げるシステムだったが、今作では「攻城戦」がメインとなり、無印版の特徴であったオープンワールドは踏襲しない。一方でプロデューサーの鈴木亮浩はオープンワールド化した真・三國無双 Empiresも検討予定だと述べている。なお、プラットフォームの違いはほぼ存在しない。
キャッチコピーは「戦場に刻め! その生き様を。」。